# 薛集镇
薛集镇，是中华人民共和国湖北省襄阳市老河口市下辖的一个乡镇级行政单位。

## 行政区划
薛集镇下辖以下地区：
振兴街社区、薛集社区、秦集村、赵岗村、余起营村、张岗村、杜王营村、杨集村、韩营村、徐营村、薛集村、马岗村、潘洼村、天明齐村、关岗村、南刘岗村、齐岗村、曾岗村、上寨村、王岗村、王堰村、王河村、吴家洼村和陈家庙村。